# نديم الزرو
نديم سليم جريس الزرو (29 يونيو 1931 في رام الله - 28 فبراير 2014 في عمان) سياسي فلسطيني أردني يُلقب بـ «فارس مدينة رام الله». تولى الزرو رئاسة بلدية رام الله بين العامين 1964 و1969، كما شغل عدة مناصب منها وزيرًا للداخلية للشؤون البلدية والقروية في حكومة بهجت التلهوني عام 1970 ووزير النقل في حكومة أحمد اللوزي عام 1972 ووزير النقل في حكومة زيد الرفاعي الأولى عام 1973.
قرر مجلس بلدي رام الله في عام 2016 إطلاق اسمه على قاعة متعددة الأغراض في مجمع رام الله الترويحي. كما تُطلق بلدية المدينة اسمه أيضًا على إحدى شوارعها.